# Bacotia
Bacotia é um gênero de mariposa pertencente à família Acrolophidae.